# Эли де Бомон, Жан Батист
Жан Батист Арман Луи Леонс Эли́ де Бомо́н (фр. Jean-Baptiste Armand Louis Léonce Élie de Beaumont; 25 сентября 1798[…], Шато де Канон, Canon, Кальвадос — 21 сентября 1874[…], Шато де Канон, Canon, Кальвадос) — французский учёный-геолог, член Французской академии наук, член-корреспондент Петербургской академии наук (1857).

## Биография
Родился 25 сентября 1798 года в Мезидон-Канон во французском департаменте Кальвадос (регион Нижняя Нормандия). 
С 1819 года слушал лекции в Парижской высшей национальной школе горного дела (фр. École nationale supérieure des mines de Paris).
В 1822 году им была описана новая горная порода минетта.
В 1825 году был послан вместе с Дюфренуа, Костом и Пердонне в Англию для  детального изучения в Корнваллисе горного дела. Результатом этой поездки стал совместный труд озаглавленный «Voyage métallurgique en Angleterre» (Париж, 1827; 2-е изд., 1837—1839).
С 1825 году Эли де Бомон вместе с Арманом Пьером Дюфренуа занялся геологическими изысканиями во Франции, и их научные работы (в частности: «Observations géologiques sur les différentes formations dans le système des Vosges», 1829; «Mémoires pour servir à une description géologique de la France», 1833—1838) легли в основание описательной геологии во Франции.
В 1840 году Эли де Бомон совместно с Арманом Дюфренуа издал «Геологическую карту Франции», по мнению авторов «ЭСБЕ» — «свой главный труд, отличающийся очень высокими научными и техническими достоинствами».
В 1829 году был избран профессором геологии в альма-матер, в 1832 году — в «Коллеж де Франс», а в 1835 году стал членом Французской академии наук.
Наиболее популярные труды учёного: «Recherches sur quelques-unes des révolutions de la surface du globe» (1830) и «Notices sur les systèmes des montagnes» (1852), сделавшие его имя широко известным в научных кругах, явились результатом общения его с Гумбольдтом и Бухом. В них Леонс Эли де Бомон попытался привести в связь расположение и направление горных цепей и склонов с шаровидной формой земли и постепенным охлаждением земной коры. Согласно им, горные цепи и возвышения представляют собой морщины на остывающей земной коре, и образование этих морщин должно подлежать определённым математическим законам. Воззрение это не нашло последователей за пределами Франции, однако, послужило заметным толчком к изучению вопроса об относительной древности горных цепей (см. Контракционная гипотеза).
Скончался 21 сентября 1874 года в родном городе.

## Память
Именем учёного названы:
- Бомон (лунный кратер) — лунный кратер.